# Roderich Moessner
Roderich Moessner é um físico. Trabalha com física da matéria condensada.
Moessner obteve um doutorado na Universidade de Oxford, sendo atualmente um dos diretores do Instituto Max Planck de Física de Sistemas Complexos em Dresden. Com C. Castelnovo e S. L. Sondhi, é conhecido pela proposição teórica da realização de monopolos magnéticos dentro do sistema de matéria condensada conhecido como gelo de spin.